# Jessica Pimentel
Jessica Pimentel (New York, 20 settembre 1982) è un'attrice e musicista statunitense.
È conosciuta per il suo ruolo nella serie originale Netflix Orange Is the New Black, in cui interpreta Maria Ruiz. Inoltre è la cantante principale della heavy metal band "Alekhine's Gun" dal 2010. 

## Biografia
Jessica è nata a Brooklyn, New York, da genitori originari di La Romana, nella Repubblica Dominicana, immigrati a New York da ragazzini, dando luce ad una sola bambina. Divorziano quando Jessica ha sei anni e la custodia viene affidata alla madre..
Dopo aver conseguito il diploma presso la "High School of Performing Arts" di New York, si concentra maggiormente sulla recitazione, interpretando sia Giulietta in un tour di produzione di Romeo e Giulietta, sia in ruoli minori in film e programmi TV. In seguito, interpreta il ruolo di Angelique Domenguez nel 2008 nel film Pride and Glory - Il prezzo dell'onore. Nel 2014 entra nel cast di Person of Interest per 4 episodi. Il suo vero esordio è arrivato nel 2013 quando diviene parte del cast di Orange Is the New Black, una serie Netflix comico-drammatica. Durante le prime 4 stagioni della serie è considerata come una guest star per poi diventare parte dei personaggi principali nella quinta stagione.

## Vita privata
Jessica Pimentel frequenta Tomas Haake, batterista del gruppo Meshuggah. Cresciuta secondo i princìpi cristiani, si converte successivamente al buddismo.

## Filmografia

### Cinema
- The Last Days of Disco, regia di Whit Stillman (1998)
- Room, regia di Kyle Henry (2005)
- Illegal Tender, regia di Franc. Reyes (2007)
- Off Jackson Avenue, regia di John-Luke Montias (2008)
- Pride and Glory - Il prezzo dell'onore (Pride and Glory), regia di Gavin O'Connor (2008)
- How To Score Your Life, regia di Steven Tanenbaum (2012)
- Go For Sisters, regia di John Sayles (2013)
- Death Pact, regia di Randall Einhorn (2014)
- Fugly!, regia di Alfredo Rodriguez de Villa (2014)
- The Grief of Others, regia di Patrick Wang (2015)

### Televisione
- La valle dei pini (All My Children) - serie TV, episodi 1x6517-1x6609 (1995)
- 12 Angry Viewers - serie TV(1997)
- Squadra emergenza (Third Watch) - serie TV, episodio 3x17 (2002)
- Law & Order - I due volti della giustizia (Law & Order) -  serie TV,  episodi 13x12-20x07 (2003-2009)
- Law & Order: Unità Speciale (Law & Order: Special Victims Unit) - serie TV, episodi 3x07-10x05-17x04 (2005-2015)
- Law & Order: Criminal Intent - serie TV, episodio 9x10 (2010)
- Mercy - serie TV, episodio 1x19 (2010)
- Casting Calls - serie TV (2014)
- Person of Interest - serie TV, 4 episodi (2014-2015)
- Orange Is the New Black - serie TV. 55 episodi (2013-2019)
- Gli orrori di Dolores Roach (The Horror of Dolores Roach) – serie TV, 3 episodi (2023)
- Blue Bloods - serie TV, episodio 13x11 (2023)

## Doppiatrici italiane
Nelle versioni in italiano delle opere in cui ha recitato, Jessica Pimentel è stata doppiata da:
- Emanuela D'Amico in Orange Is the New Black, Gli orrori di Dolores Roach
- Rachele Paolelli in Blue Bloods